# David Denman
David Denman (Newport Beach, California, 25 de julio de 1973) es un actor estadounidense de cine y televisión. Es parte del elenco de la serie de NBC, The Office en donde interpreta a Roy Anderson.

## Vida privada
Se graduó en Fountain Valley High School, Denman asistió a una capacitación de verano en un congreso de la American Conservatory Theater de San Francisco antes de recibir su B.F.A. de Juilliard.
Se casó con la actriz Mercedes Masohn en septiembre de 2014. El matrimonio tiene un hijo, Caius Kane, nacido en enero de 2018.

## Carrera
Hizo su debut en el cine con Keanu Reeves y Gene Hackman en la comedia de Warner Bros, The Replacements. Su carrera en cine incluye Fair Game, Shutter, Smart People, Out Cold, Big Fish, Let Go con Ed Asner, Gillian Jacobs, y Kevin Hart.
En televisión en "Tony" en Drop Dead Diva. Ha aparecido en Brothers & Sisters, In Plain Sight, Gary Unmarried, Grey's Anatomy, Parenthood, K-Ville, Without A Trace, Bones, Crossing Jordan, CSI: Miami, The X-Files, ER, Arliss, así como en papeles recurrentes en la serie de UPN, Second Time Around y Skip the Demon on Angel. Él también apareció en The '60s y The Perfect Husband: The Laci Peterson Story. Es conocido por su papel de Roy Anderson, el exnovio de Pam Beesly en la versión estadounidense de The Office.

## Filmografía
| Año             | Película                                     | Personaje                   | Notas                           |
| --------------- | -------------------------------------------- | --------------------------- | ------------------------------- |
| 1997            | ER                                           | Angel                       | Serie de televisión             |
| 1997            | Chicago Hope                                 | Ethan                       | Serie de televisión             |
| 1998            | The Pretender                                | Daniel                      | Serie de televisión             |
| 1999            | A Vow to Cherish                             | Kyle Brighton               | Película de televisión          |
| 1999            | The '60s                                     | SDS Radical                 | Película de televisión          |
| 1999            | The X-Files                                  | Wallace Schiff              | Serie de televisión             |
| 2000            | Arliss                                       | Woody                       | Serie de televisión             |
| 2000            | The Replacements                             | Brian Murphy                |                                 |
| 2001            | Out Cold                                     | Lance                       |                                 |
| 2002            | CSI: Miami                                   | Tyler Hamilton              | Episodio "Just One Kiss"        |
| 2002            | Crossing Jordan                              | Cole Tanner                 | Serie de televisión             |
| 2003            | The Singing Detective                        | Soldado con Betty Dark      |                                 |
| 2001–2003       | Angel                                        | Skip                        | Serie de ten                    |
| 2003            | Big Fish                                     | Don Price - 18-22 años      |                                 |
| 2004            | Without a Trace                              | Mike Clemmens               | Serie de televisión             |
| 2004            | Second Time Around                           | Kent                        | Serie de televisión             |
| 2004            | The Perfect Husband: The Laci Peterson Story | Tommy Vignatti              | Televisión movie                |
| 2005            | Night Stalker                                | Henry Gale                  | Serie de televisión             |
| 2005–2008, 2011 | The Office                                   | Roy Anderson                | Serie de televisión, recurrente |
| 2006            | When a Stranger Calls                        | Oficinista                  |                                 |
| 2006            | Bones                                        | Phil Garfield               | Serie de televisión             |
| 2007            | Cake: A Wedding Story                        | Juha                        |                                 |
| 2007            | The Nines                                    | Agitated Man/Parole Officer |                                 |
| 2008            | Shutter                                      | Bruno                       |                                 |
| 2008            | Smart People                                 | William                     |                                 |
| 2009            | Gary Unmarried                               | Mitch/Ronnie                | Serie de televisión, invitado   |
| 2009            | Fanboys                                      | Chaz                        |                                 |
| 2009            | In Plain Sight                               | Ed Fogerty/Ed Flint         | Serie de televisión, invitado   |
| 2009            | Drop Dead Diva                               | Tony Nicastro               | Serie de televisión, invitado   |
| 2010            | Brothers & Sisters                           | Brad Lewinsky               | Serie de televisión, invitado   |
| 2010            | Fair Game                                    | Dave                        |                                 |
| 2011            | Traffic Light                                | Mike                        | Serie de televisión             |
| 2013            | Jobs                                         | Al Alcorn                   |                                 |
| 2015            | El regalo                                    | Greg                        |                                 |
| 2016            | 13 horas: Los soldados secretos de Bengasi   | Boon                        | Película                        |
| 2017            | Power Rangers                                | Sam Scott                   |                                 |
| 2018            | Puzzle                                       | Louie                       |                                 |
| 2019            | Brightburn                                   | Mr. Breyer                  |                                 |
| 2020            | Greenland                                    | Ralph Vento                 |                                 |
| 2021            | Mare of Easttown                             | Frank Sheehan               | Serie de televisión             |
| 2022            | Emancipation                                 | General William Dwight      |                                 |